# Păcatele tatălui (Star Trek: Generația următoare)
„Păcatele tatălui” (titlu original: „Sins of the Father”) este al 17-lea episod din al treilea sezon al serialului TV american științifico-fantastic Star Trek: Generația următoare și al 65-lea episod în total. A avut premiera la 19 martie 1990.
Episodul a fost regizat de Les Landau după un scenariu de Ronald D. Moore și W. Reed Moran după o poveste de Drew Deighan.

## Prezentare
Worf este supus unui proces pentru a dovedi nevinovăția tatălui său după ce Înaltul Consiliu Klingonian îl declară pe acesta trădător. Acesta este acuzat că a colaborat cu romulanii.

## Actori ocazionali
- Charles Cooper - K'mpec
- Tony Todd - Kurn
- Patrick Massett - Duras
- Thelma Lee - Kahlest
- Teddy Davies - Transporter Tech